# Heribert Conrad Reuterskiöld
Heribert Conrad Reuterskiöld, född 31 oktober 1765 i Stockholm, död 27 juni 1821 i Helsingfors, var en svensk militär och finländsk ämbetsman, finländsk generalmajor 1817.

## Biografi
Reuterskiöld deltog i Gustav III:s ryska krig 1788–90 och blev tillfångatagen vid Svensksund av ryssarna. Han utmärkte sig under finska kriget 1808–09 i många strider, som vid Siikajoki, var han sårades. 1810 tog han avsked från den svenska armén och utnämndes följande år till medlem av regeringskonseljen i Helsingfors och biträdande chef för militieexpeditionen. Här medverkade han till uppställandet av tre värvade regementen och tjänstgjorde från 1814 som inspektör för dessa. I praktiken var han alltså överbefälhavare för Finska gardet. 
I senaten hade han en inflytelserik ställning. Året före sin död, 1820, avancerade han till chef för militieexpeditionen.
Han ligger begraven i Gamla kyrkans park i Helsingfors. 